# Annellodochium
Annellodochium är ett släkte av svampar. Annellodochium ingår i divisionen sporsäcksvampar och riket svampar.